# Riedt
Riedt är en ort i kommunen Neerach i kantonen Zürich i Schweiz. Den ligger cirka 15,5 kilometer nordväst om centrala Zürich. Orten har cirka 863 invånare (2021).